# Ocell de tempesta de Tristram
L' ocell de tempesta de Tristram (Hydrobates tristrami) és un ocell marí de la família dels hidrobàtids (Hydrobatidae), d'hàbits pelàgics, que cria dins de caus i esquerdes a les illes Vulcano, Izu i Hawaii. Es dispersa pel Pacífic.